# 飓风安德鲁
飓风安德鲁是1992年8月重创巴哈马、佛罗里达州和路易斯安那州的强劲五级飓风，也是有纪录以来对佛罗里达州建筑破坏最严重的飓风，该州经济损失同样创下新纪录，直到四分之一个世纪后才被飓风艾玛打破。安德鲁刷新登陆美国飓风的强度和破坏程度纪录，直至13年后被卡特里娜超越。此外，安德鲁也是史上四场登陆美国时仍有五级强度的飓风之一，另外三场分别是1935年劳动节飓风、1969年的飓风卡米尔和2018年的飓风迈克尔。巴哈马和路易斯安那州遭受重大破坏，但风暴以五级飓风强度登陆的南佛罗里达灾情更加严重，一分钟持续风速高达每小时266公里。气旋直接经过戴德县（今迈阿密-戴德县）城市霍姆斯特德，大量民居仅有混凝土地基留存。整场飓风至少摧毁6.35万套房屋，超过12.4万套受损，经济损失高达273亿美元，还夺走65条人命。
安德鲁起初是8月16日东大西洋上空的热带低气压，经过中大西洋的一星期内强度没有显著变化，然后在向西逼近巴哈马期间快速增强，于8月23日达到五级飓风强度。经过巴哈马期间，风暴强度短暂回落到四级标准，但很快又再度强化成五级飓风，于8月24日先后登陆佛罗里达州埃利奥特礁和霍姆斯特德。气旋登陆时的气压低至922毫巴（百帕，27.23英寸汞柱），至今仍是有纪录以来登陆美国的第六强飓风。数小时后，安德鲁以四级强度进入墨西哥湾上空，威胁美国墨西哥湾沿岸地区。转向西北并进一步减弱后，风暴从路易斯安那州摩根城附近上岸，此时强度仍达三级飓风下限。气旋进入陆地上空后蜿蜒转向东北并迅速弱化，最终于8月29日与阿巴拉契亚山脉南部上空的锋融合。
安德鲁行经巴哈马期间就开始破坏建筑，风暴潮、龙卷风和飓风强度狂风在各岛肆虐，卡特群岛灾情较为严重。巴哈马约有800套房屋被毁，交通、供水、卫生设施，以及农业和渔业遭受重大破坏，整个群岛至少有四人死亡，经济损失2.5亿美元。南佛罗里达部分地区风力特别强劲，戴德县珀赖因测得时速282公里阵风。佛罗里达市、霍姆斯特德、卡特勒湾和肯德尔部分地区遭受的冲击最为强烈，多达140万人在风暴期间失去供电，部分地点停电时间超过一个月。佛罗里达大沼泽地有280平方公里树木倒塌，附近存放缅甸蟒蛇的设施被毁，导致该入侵物种开始在当地大量繁衍。全州普降暴雨，并以戴德县西部雨量最高，达355毫米。气旋在佛罗里达州夺走44条人命，经济损失达创纪录的250亿美元。
8月26日登陆路易斯安那州前，飓风就对墨西哥湾的石油平台构成沉重打击，石油公司蒙受的损失达五亿美元。进入路易斯安那州后，风暴沿途风力达到飓风强度，致使大量输电线缆受损，约23万人失去供电。阿查法拉亚河盆地约八成树木倒塌，农业损失极其惨重。阿查法拉亚河盆地与拉福什河湾各地共有1.87亿尾淡水鱼因气旋死亡。全州共2.3万套房屋受损，985套被毁，1951套移动房屋夷为平地，经济损失超过15亿美元。该州共计17人丧生，其中六人在近海溺毙。气旋在墨西哥湾沿岸催生出至少28场龙卷风，其中大部分发生在亚拉巴马州、乔治亚州和密西西比州。时至今日，安德鲁对美国造成的损失在有纪录以来所有热带气旋中排名第七，仅次于2005年的卡特里娜、2008年的艾克、2012年的桑迪、2017年的哈维、艾玛和玛丽亚，如果记入对任何国家构成的破坏，则在上述七场飓风及2005年的威尔玛后排名第八。按登陆时的风速计算，安德鲁还是有纪录以来袭击美国本土的第三强飓风。

## 发展历程
8月4日，东风波离开非洲西海岸，并在北面的高压脊影响下迅速西进。东风波轴心至佛得角群岛南部之间发展出对流区，气象学家从8月15日开始采用德沃夏克分析法剖析系统。雷暴活动逐渐集中，环流中心周围开始发展出狭窄的螺旋雨带。美国国家飓风中心估计巴巴多斯东南偏东方向约2620公里海域于8月16日晚发展出1992年大西洋飓风季第三号热带低气压。受周围强烈的东风影响，气旋以每小时32公里速度向西北偏西移动，并且一度在中等强度风切变影响下无法增强，直到风切变减弱后才于协调世界时8月17日中午12点强化成热带风暴并获名“安德鲁”（Andrew）。
8月18日清晨，气旋风速已提升至每小时80公里，中心附近的对流保持，西侧形成螺旋带。不久，风暴因上层低气压产生的西南向风切变增多而减弱。8月19日，飓风猎人飞进风暴内部后未能发现明显的中心，次日侦察机确认气旋结构已经瓦解，只剩下扩散的下层环流中心，气压也异常之高，升至1015毫巴（百帕，29.97英寸汞柱）。此外，飓风猎人的观测结果还表明气旋上方的环流依旧蓬勃。上层低气压减弱并分裂成低压槽后，安德鲁上空的风切变消退。美国东南部上空发展出强劲的高气压天气系统并向东扩张，促使风暴转向西进。上层外流环境改善后，安德鲁的对流逐渐组织。8月22日，风暴在巴哈马拿骚东南偏东方向约1050公里洋面达到飓风强度并形成风眼。六小时后，气象机构预测安德鲁会在8月25日以风力时速170公里强度在佛罗里达州朱庇特附近登陆。从之后登陆南佛罗里达的实际情况看，上述预测显然低估气旋的强度和移动速度。

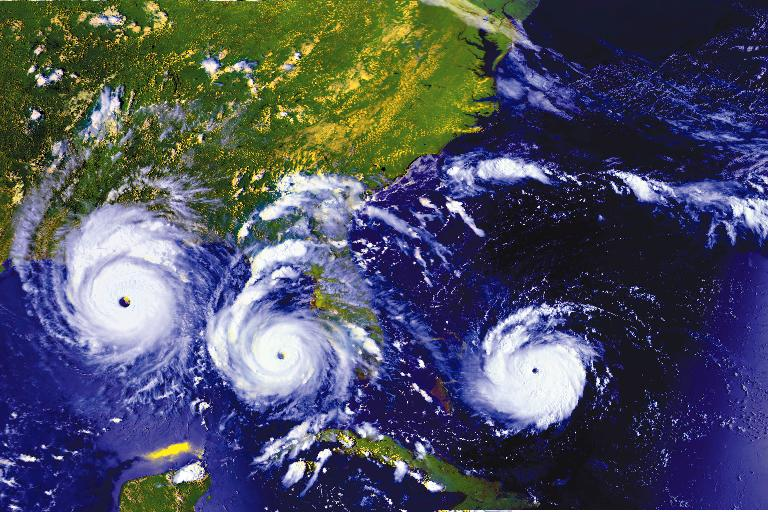
8月23至25日（从右至左）飓风安德鲁的卫星图像

风暴加速向西移动，进入环境非常有利于强化的海域，从8月22日晚开始快速增强，气压仅24小时就下跌47毫巴（百帕，1.39英寸汞柱），降至922毫巴（百帕，27.23英寸汞柱）。8月23日下午18点，安德鲁在伊柳塞拉岛近海达到最高强度，每小时280公里的持续风速按萨菲尔-辛普森飓风风力等级已达五级飓风标准。气旋强度虽高，规模却很小，时速56公里的风场半径仅有150公里。达到最高强度后，安德鲁开始眼墙置换循环，并于当晚23点以风速每小时260公里的五级飓风强度登陆伊柳塞拉岛。行经巴哈马浅滩（Bahama Banks）期间气旋继续减弱，于次日凌晨一点以风力时速240公里的四级飓风强度袭击巴哈马贝里群岛（Berry Islands）南部。接下来风暴又因经过墨西哥湾暖流再度快速强化，风眼逐渐收缩，风眼墙的对流增强。8月24日上午8:40，气旋以风速每小时266公里、气压926毫巴（百帕，27.34英寸汞柱）强度袭击埃利奥特礁（Elliott Key），再于约25分钟后从霍姆斯特德北侧不远处再度登陆佛罗里达州，而且第二次登陆时气压已降至922毫巴（百帕，27.23英寸汞柱）。安德鲁至此成为1969年的飓风卡米尔后吹袭美国的最强飓风，也是1935年劳动节飓风过后登陆佛罗里达州的最强热带气旋，此后直到2018年才有另一场飓风以五级强度袭击美国。
| 排名                               | 名称             | 飓风季 | 登陆时气压      |
| ---------------------------------- | ---------------- | ------ | --------------- |
| 1                                  | “劳动节”         | 1935   | 892毫巴（百帕） |
| 2                                  | 卡米尔           | 1969   | 900毫巴（百帕） |
| 3                                  | 玉兔             | 2018   | 900毫巴（百帕） |
| 4                                  | 迈克尔           | 1992   | 919毫巴（百帕） |
| 5                                  | 卡特里娜         | 2005   | 920毫巴（百帕） |
| 6                                  | 玛丽亚           | 2017   | 920毫巴（百帕） |
| 7                                  | 安德鲁           | 1992   | 922毫巴（百帕） |
| 8                                  | “印第安诺拉”     | 1886   | 925毫巴（百帕） |
| 8                                  | “关岛”           | 1900   | 930毫巴（百帕） |
| 10                                 | “佛罗里达礁岛群” | 1919   | 927毫巴（百帕） |
| 来源：大西洋飓风数据库，飓风研究部 |                  |        |                 |

风眼从佛罗里达州上岸后，气旋风眼墙逐渐收缩促使对流增强，飓风猎人还发现风眼墙的温度比两小时前要高。风暴逐渐深入内陆并减弱，用四小时穿越南佛罗里达后以风力时速210公里强度进入墨西哥湾。受北面高压脊减弱影响，安德鲁转向西北偏西，此时风眼依然非常清晰。飓风在墨西哥湾上空再度稳步增强，风速在8月25日晚升至每小时235公里。北面的高气压减弱促使中纬度低压槽从西北方向逼近，气旋向西北移动的速度因此放缓，风速也在逼近美国墨西哥湾沿岸地区期间减慢。
8月26日上午8:30，安德鲁以风力时速185公里强度从路易斯安那州摩根城西南偏西约30公里处登陆，并在转向北上，后又转朝东北前进期间迅速减弱，不到十小时后就降级成热带风暴。进入密西西比州后，气旋于8月27日清晨消退成热带低气压并朝东北加速移动，开始逐渐与逼近的锋融合，后于8月28日在阿巴拉契亚山脉南部上空失去热带天气系统特征。安德鲁的残留继续朝东北前进，最终于8月29日同宾夕法尼亚州上空的飓风莱斯特残留部分及锋合并。
风暴过后的重新分析结果表明，8月22日清晨至26日上午，风暴的实际强度大都超过原有预测。美国国家飓风中心起初认为飓风的最高风速为每小时240公里，经飓风季后的重新评估又提升至每小时250公里。2004年，气象学家克里斯托弗·兰德西（Christopher Landsea）等人发表的论文认为，安德鲁早在8月23日就在巴哈马附近达到五级飓风标准，最大持续风速更达每小时280公里。文中还称，气旋8月24日清晨登陆南佛罗里达前就再度增强成五级飓风，并且逼近路易斯安那州时强度也略高于原有估算，只是登陆时的风力时速从195公里降至185公里。

## 防灾措施

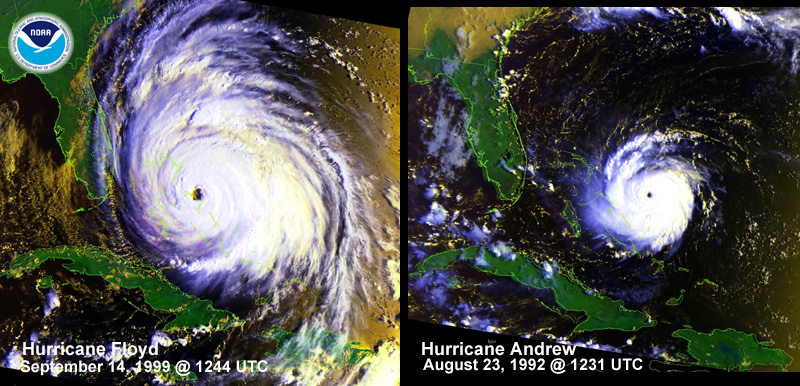
强度及所在位置都很接近的飓风弗洛伊德（左）和飓风安德鲁（右）对比图

### 巴哈马
8月21日刚刚上任的巴哈马总理休伯特·英格拉汉姆（Hubert Ingraham）敦促居民“严肃对待这场飓风”。风暴经过巴哈马前，气象学家预测当地风暴潮将达5.5米，并有200毫米降水。8月22日，安德罗斯岛、伊柳塞拉岛，以及北面的大巴哈马岛和安德罗斯岛收到飓风观察预警，并于当晚升级飓风警告。次日，警告范围扩大到巴哈马中部，包括卡特岛、埃克苏马群岛（Exuma）、圣萨尔瓦多岛和长岛。8月24日，所有观察预警或警告中止生效。由于预警及时，巴哈马的遇难人数较少，该国共在教堂、政府大楼和学校开设58个避难所。

### 佛罗里达州

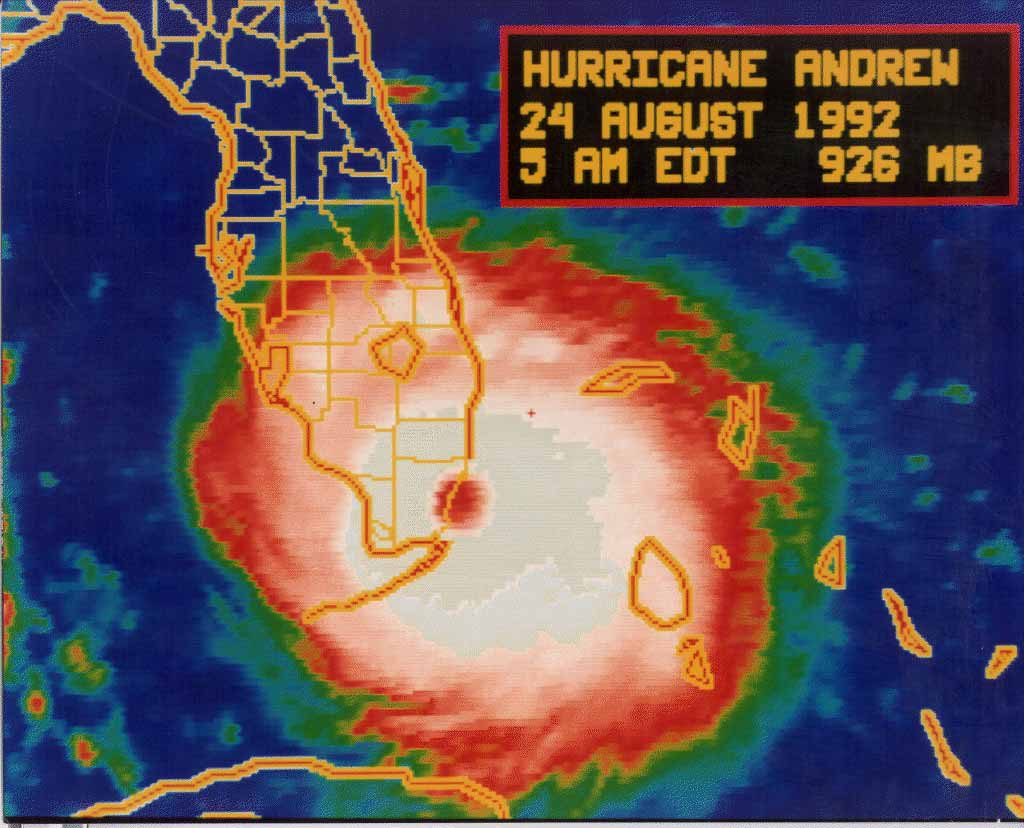
飓风安德鲁登陆后不久，中心尚在霍姆斯特德附近

气象机构起初预测飓风登陆点附近的佛罗里达州东岸沿线会有4.3米的风暴潮，风暴沿途降雨量在130至200毫米范围。此外，美国国家飓风中心认为8月23至24日安德鲁经过期间，中佛罗里达和南佛罗里达局部很可能形成龙卷风。中佛罗里达和南佛罗里达大部分地区收到热带风暴或飓风警告，生效范围从佛罗里达半岛东岸的泰特斯维尔延伸到西岸的威尼斯，还包括奥基乔比湖和整个佛罗里达礁岛群。气旋进入墨西哥湾后，所有观察预警或警告于8月24日下午18点中止。
佛罗里达州州长劳顿·奇利斯（Lawton Chiles）宣布该州进入紧急状态并动员约三分之一的佛罗里达国民警卫队。布劳沃德县、夏洛特县、柯里尔县、李县、马丁县、戴德县、门罗县、棕榈滩县和萨拉索塔县大批居民自愿撤离，上述各县共开设142个避难所，共有至少8万4340人前来躲避。仅戴德县就有51万5670人受命转移。飓风逼近期间，估计门罗县的佛罗里达礁岛群还有两至三万游客。考虑到风暴登陆时的极高强度，佛罗里达州遇难人数可谓很少，这与全州约120万人提前疏散密不可分。许多撤离人员入住旅店，北面远至奥卡拉的旅馆房间都全部订满。大量人员转移导致交通阻塞，严重程度很可能创下该州新纪录，其中又以95号州际公路最为典型。佛罗里达州及附近沿海的美国海岸警卫队舰船要么拉到岸上固定，要么开往海上躲避。从门罗县开始向北至圣卢西亚县之间地区的政府机构、公立或私立学校关闭，南佛罗里达同时关闭包括巴里大学（Barry University）、布劳沃德社区学院（Broward Community College）、佛罗里达大西洋大学、佛罗里达国际大学、诺瓦东南大学（Nova Southeastern University）和迈阿密大学在内的众多高等学府，关闭的主要机场包括劳德代尔堡-好莱坞国际机场、基韦斯特国际机场、迈亚密国际机场和棕榈滩国际机场。

### 美国墨西哥湾沿岸地区

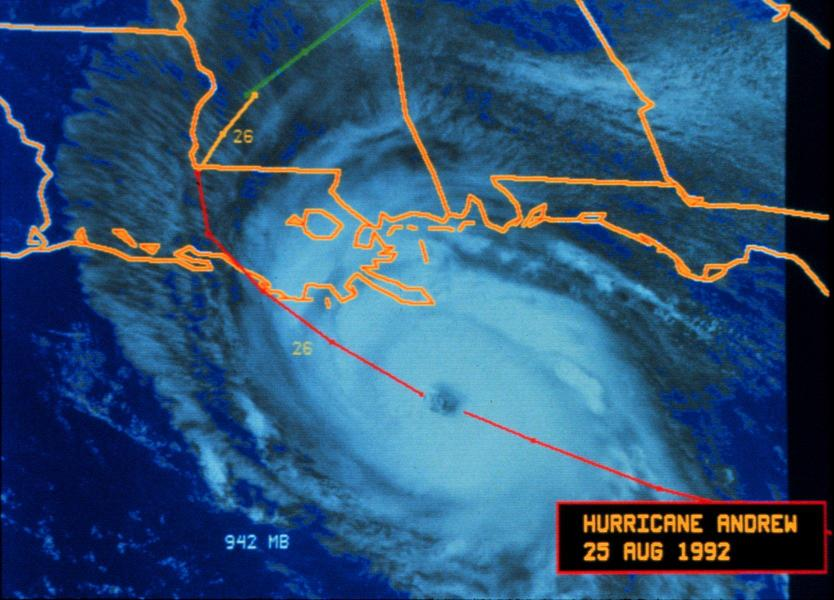
飓风安德鲁逼近路易斯安那州的卫星图像

气旋从南佛罗里达进入墨西哥湾后，美国国家飓风中心从8月24日下午13点开始向美国墨西哥湾沿岸地区发出飓风观察预警或警告。飓风预警的初始生效范围从亚拉巴马州莫比尔延伸到德克萨斯州阿瑟港萨宾帕斯（Sabine Pass），然后继续扩张，最终向西延伸至德克萨斯州布拉佐里亚县的弗里波特（Freeport, Texas）。8月26日飓风登陆路易斯安那州后，所有墨西哥湾沿岸地区的预警或警告停止生效。
面对风暴威胁，墨西哥湾石油平台的工人撤离，海岸警卫队将船转移到内陆。密西西比州政府官员建议沿海各县约十万居民疏散。汉考克县和哈里森县开设避难所，但只有68人前往汉考克县的避难所躲避。河船赌场转移到港口或内陆水道躲避。原订8月25日举行的州议会特别选举推迟。
路易斯安那州州长埃德温·爱德华兹（Edwin Edwards）宣布全州进入紧急状态。该州中部和东南部约有125万人疏散，西南部各堂区也有约六万人撤离。格兰德艾尔市长安迪·瓦朗斯（Andy Valence）和市议会下令强制疏散。新奥尔良市长悉尼·巴泰勒米（Sidney Barthelemy）命令生活在低洼地区的20万居民转移，该市共开设九个避难所，成千上万的居民前来躲避。计算机模拟结果显示安德鲁激起的风暴潮会越过堤防，工作人员因此关闭111道防洪闸。新奥尔良路易斯阿姆斯特朗国际机场关闭，大型客机飞往其他机场。风暴期间，共有250名路易斯安那国民警卫队民兵在街头巡逻。经美国红十字会协助，拉法叶的西南路易斯安那大学竞技场改建成可容纳约两千人的避难所。
德克萨斯州橙县和杰佛逊县共有约25万人疏散。加尔维斯敦市长道格·马修斯（Doug Matthews）建议居民制订撤离计划，以便在需要疏散时执行，该市之后决定不下达疏散令。8月25日，博蒙特、阿瑟港及杰佛逊县中部其他地区的学校停课，加尔维斯顿县迪金森（Dickinson）、高岛（High Island）、希区柯克（Hitchcock）、拉马克（La Marque）、圣达菲（Santa Fe）和得克萨斯城的学校也在次日关闭。一同关闭的高等学府还有德克萨斯城本土学院（College of the Mainland）、加尔维斯顿学院（Galveston College）和德克萨斯农工大学加尔维斯顿分校（Texas A&M University at Galveston）。科珀斯克里斯蒂的应急管理人员开始检测应急发电机和恶劣天气装备。红十字会驻科马尔县分会的灾难警报组保持待命，随时应对科珀斯克里斯蒂都会区的风暴威胁。

## 影响
| 1                      | 卡特里娜 | 2005 | $1250億 |
| 2                      | 哈維     | 2017 | $1250億 |
| 3                      | 伊恩     | 2022 | $1130億 |
| 4                      | 瑪麗亞   | 2017 | $900億  |
| 5                      | 海倫妮   | 2024 | $879億  |
| 6                      | 米爾頓   | 2024 | $850億  |
| 7                      | 艾達     | 2021 | $750億  |
| 8                      | 桑迪     | 2012 | $650億  |
| 9                      | 艾瑪     | 2017 | $521億  |
| 10                     | 艾克     | 2008 | $300億  |
| 来源：美国国家飓风中心 |          |      |         |

安德鲁存在的大部分时间规模都很小，但依然构成极其严重的破坏，并以巴哈马、佛罗里达州和路易斯安那州灾情最为严重。绝大多数损失是由极为强劲的狂风造成，同时飓风在路易斯安那州催生的龙卷风也构成相当程度破坏。风暴沿途共造成近17.7万人流离失所。除巴哈马、佛罗里达州和路易斯安那州外还有大范围地区受到影响，但破坏程度很轻。安德鲁共夺走65条人命，经济损失达273亿美元，还有来源估计损失数额达360亿美元。安德鲁曾是历史上导致美国损失最严重的热带气旋，时至今日已下滑至第七，仅次于2005年的卡特里娜、2008年的艾克、2012年的桑迪、2017年的哈维、艾玛和玛丽亚。

### 巴哈马
巴哈马北伊柳塞拉岛（North Eleuthera）、新普罗维登斯岛、北安德罗斯岛（North Andros）、比米尼岛（Bimini）和贝里岛的风速达到飓风强度。风暴首先激起强烈风暴潮冲击北伊柳塞拉岛，该岛西北部过半房屋被毁，余下的都受到一定程度破坏。岛上共有三人丧生，其中一人淹死，库伦特岛（Current Island）也有24至30套房屋被毁。距伊柳塞拉岛不远的哈勃岛测得时速222公里强烈阵风，是安德鲁经过期间巴哈马测得的最高风速。新闻报道称哈勃岛有36幢房屋损伤严重。
气旋在巴哈马催生多场龙卷风。首都拿骚的持续风速为每小时148公里，阵风时速185公里，巴哈马红十字会称该市只遭受轻度破坏，但私人拥有的卡特群岛上许多昂贵民居破坏严重。巴哈马西北部大部分地区受到破坏，经济损失估计达到2.5亿美元。该国共计800套房屋毁于一旦，1700人流离失所，交通、供水、卫生设施遭受重创，农业和渔业同样损失惨重。气旋在巴哈马直接造成三人遇难，另有一人在灾难期间心脏病发去世，属风暴间接引起。

### 佛罗里达州
| 排名                                                  | 名称       | 年份 | 风速 | 风速 |
| 排名                                                  | 名称       | 年份 | km/h |      |
| ----------------------------------------------------- | ---------- | ---- | ---- | ---- |
| 1                                                     | “劳动节”   | 1935 | 295  |      |
| 2                                                     | 凯伦       | 1962 | 280  |      |
| 2                                                     | 卡米尔     | 1969 | 280  |      |
| 2                                                     | 玉免       | 2018 | 280  |      |
| 5                                                     | 安德鲁     | 1992 | 270  |      |
| 6                                                     | “奥基乔比” | 1928 | 260  |      |
| 6                                                     | 迈克尔     | 2018 | 260  |      |
| 8                                                     | “关岛”     | 1900 | 250  |      |
| 8                                                     | 玛丽亚     | 2017 | 250  |      |
| 10                                                    |            |      | 250  |      |
| “拉斯特岛”                                            | 1856       | 240  |      |      |
| “印第安诺拉”                                          | 1886       | 240  |      |      |
| “佛罗里达礁岛群”                                      | 1919       | 240  |      |      |
| “弗里波特”                                            | 1932       | 240  |      |      |
| 查利                                                  | 2004       | 240  |      |      |
| 来源：大西洋飓风数据库、飓风 研究部、美国国家飓风中心 |            |      |      |      |

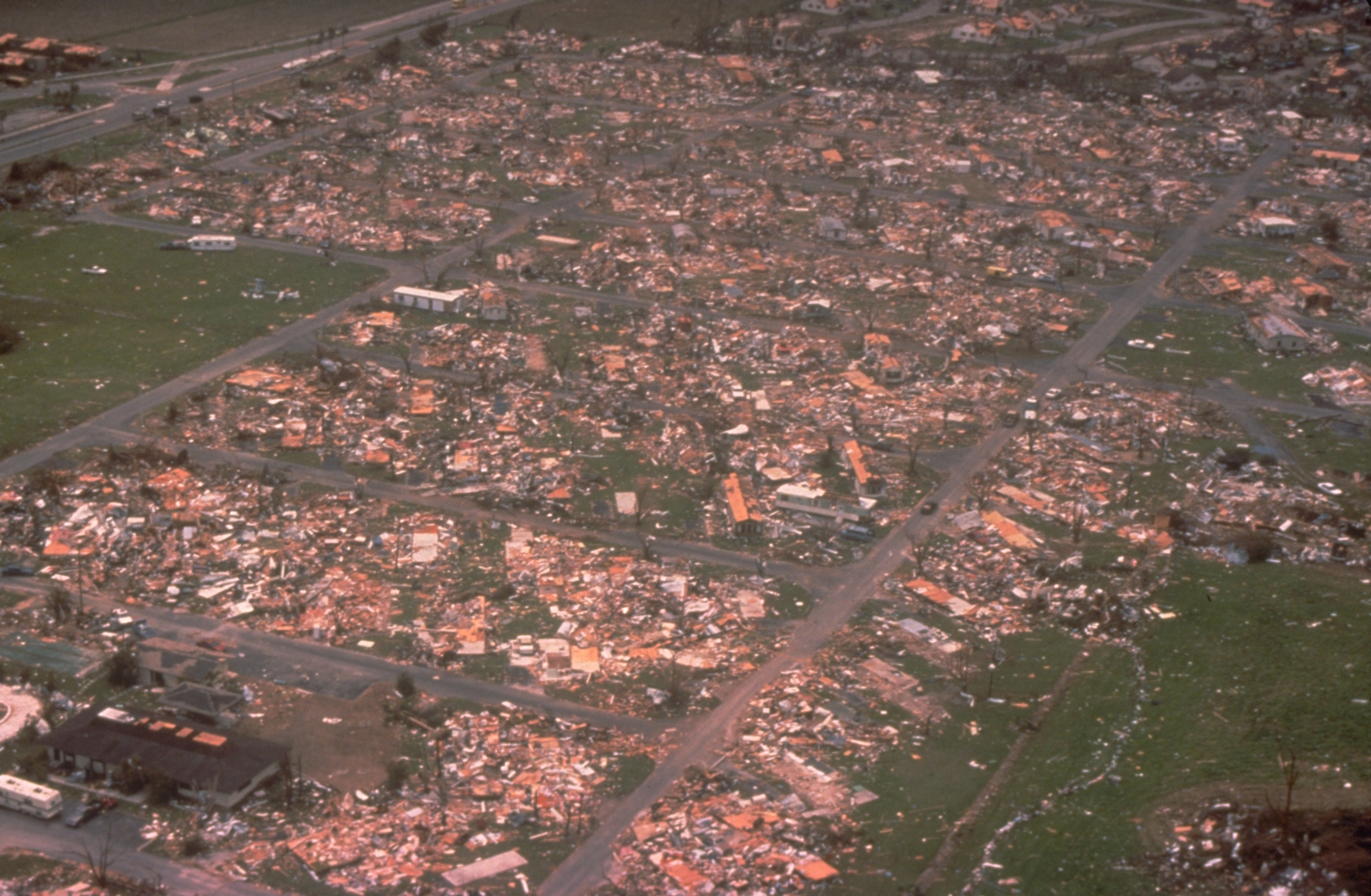
飓风安德鲁对大规模移动房屋社区造成的破坏

安德鲁在佛罗里达州共造成约253亿美元的巨额损失，数额创下新纪录，另有来源估算该州损失总额高达340亿美元。几乎所有破坏都由强风引起。佛罗里达州共有44人遇难，其中15人属气旋直接引起，29人间接导致。研究数据表明，如果安德鲁的规模略大，或是登陆点再向北偏数英里，迈阿密和劳德代尔堡就会遭受重创，死亡人数和损失数额都要高得多。美国气象学会的分析结果表明，遭受狂风破坏的地区大多位于安德鲁几何中心北侧，并以气旋东部边缘为主，这与大部分热带气旋不同。佛罗里达州部分官员认为这是1935年劳动节飓风过后对该州破坏最严重的风暴。气旋激起的风暴潮对船只和建筑造成价值超过五亿美元的破坏，风暴期间140余万人失去供电，15万人电话线路中断，估计安德鲁共摧毁佛罗里达州6.3万套房屋，另有10万1241套受损，约17.5万人无家可归，毁损房屋绝大部分位于戴德县。飓风还令8.2万家企业，1.33万公顷农田，31所学校，包括医院在内的59家卫生保健机构，9500个交通标志，5300公里电缆和3000条送水管道毁于一旦。风暴过后共留下约1500万立方米瓦砾。
比斯坎湾地区的风暴潮大多在1.2至1.8米范围，汉堡王国际总部附近高达5.2米。西海岸普遍出现风暴潮，但大多不高，最高的大沼泽地市和古德兰达到1.8米。安德鲁产生的狂风基本局限在很小范围，戴德县珀赖因（Perrine, Florida）附近房屋及风速计被毁前一度测得时速高达341公里的阵风，但弗吉尼亚理工学院暨州立大学使用风洞测试同型号仪器后发现误差可能高达16.5%，所以实际阵风时速可能是285公里。许多陆地上的风速计被毁或失效，美国国家飓风中心驻科勒尔盖布尔斯办事处的风速计在测得每小时185公里持续风速和264公里阵风时速后损坏。霍姆斯特德以东约三公里的土耳其角核电站（Turkey Point Nuclear Generating Station）在仪器失效前测得每小时235公里持续风速，比该州其他地点都高。拉哥岛（Key Largo）测得每小时183公里的13分钟持续风速。热带风暴强度风场范围向北一直延伸到西棕榈滩。佛罗里达西海岸的马可岛持续风速略低于热带风暴标准，但柯里尔县测得时速160公里阵风。降水普遍较少，估计是因为气旋移动速度很快。全州以西戴德县雨量最高，接近360毫米。降水范围虽广，向北延伸至中佛罗里达，但仅有局部地点下大雨。

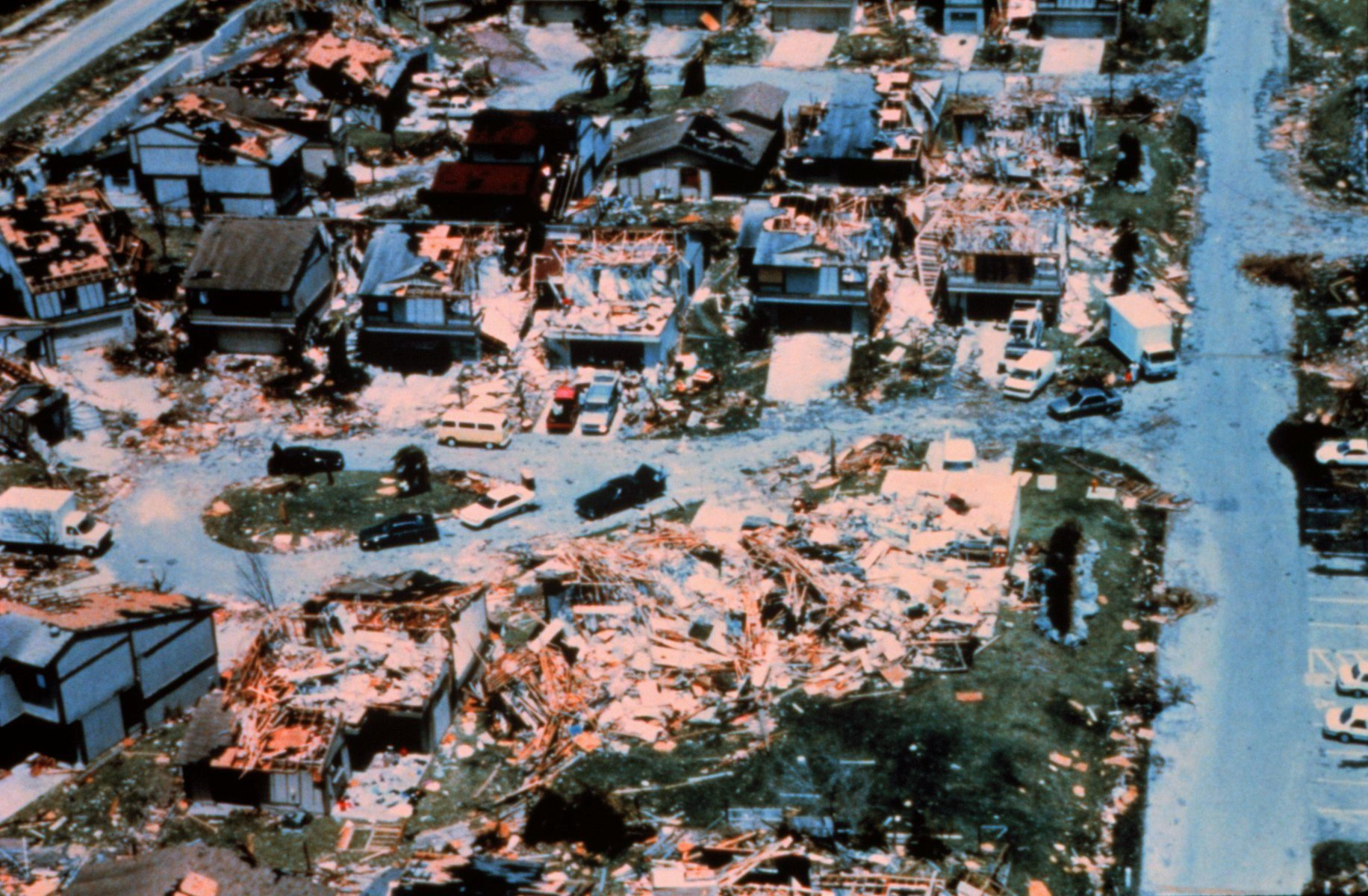
满目疮痍的戴德县南部

飓风整体造成的破坏极其严重，但因风场较小，破坏范围基本集中在肯德尔至拉哥岛地区，戴德县九成移动房屋被毁，霍姆斯特德更达九成九。霍姆斯特德空军基地约2000幢建筑中绝大多数损伤严重甚至不能再使用，基地整体破坏程度太过严重，有关部门建议关闭。附近的佛罗里达市超过120户民居被毁，700套受损，还有包括市政厅在内的许多建筑损伤严重，无法修复。北面乡村路和佐贺湾（Saga Bay）等社区部分建筑品质不佳的民宅受损，破坏程度与F3级龙卷风类似，估计当地风速在每小时210至240公里范围，略低于3级龙卷风阈值。纳兰贾湖的五幢公寓楼有四幢被毁。南国购物中心（Southland Mall）因风雨受损严重，风暴过去后还发生重大抢劫。树木倒塌和电缆中断导致50多条街道阻塞。农业损失惨重，鳄梨、青柠和芒果减产达八成半，戴德县的庄稼共计遭受价值约5.09亿美元的破坏。整场飓风造成的人员伤亡和破坏绝大多数发生在戴德县，至少有40人丧生，其中直接致死15人，经济损失总额估计达250亿美元。

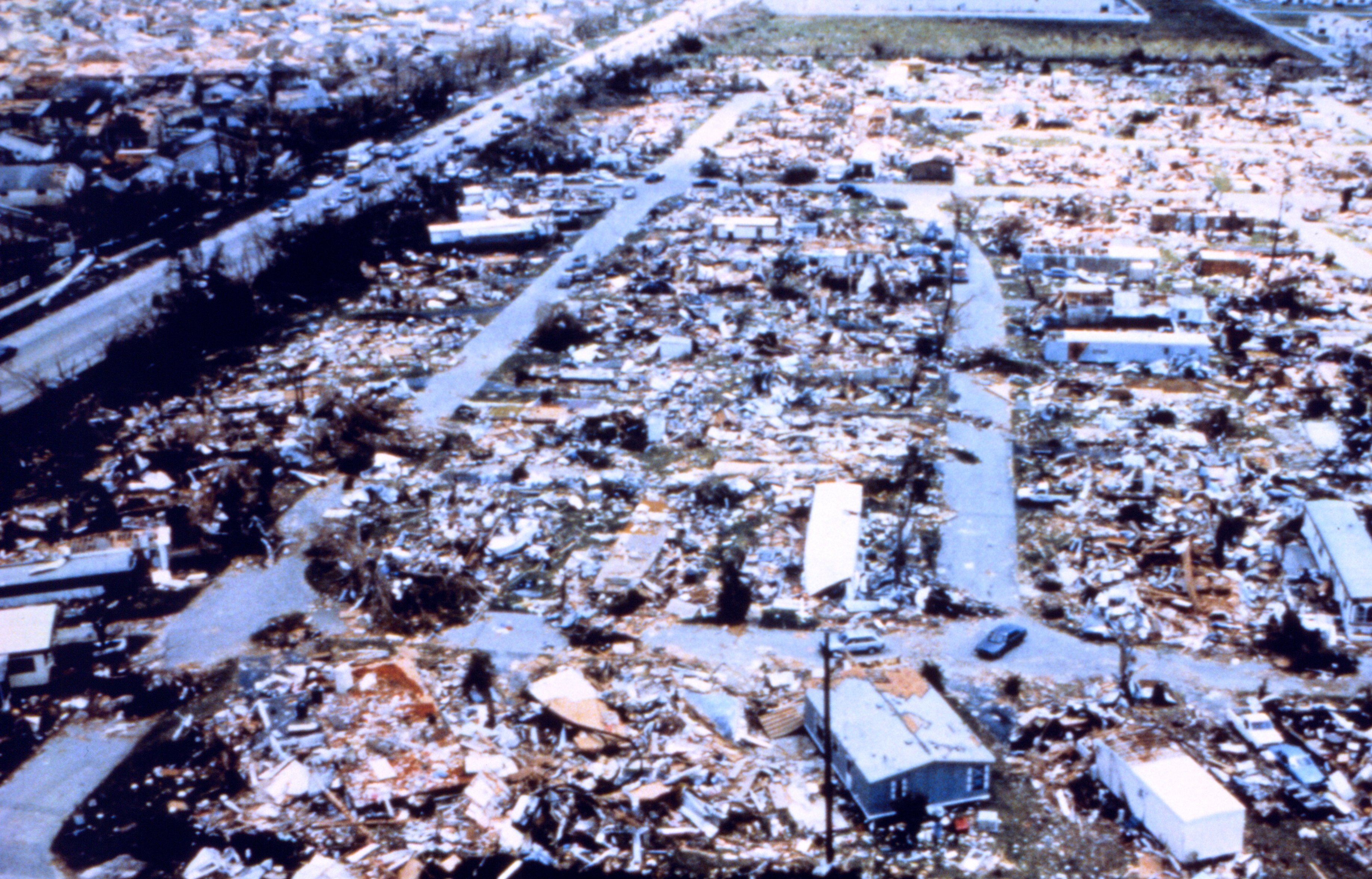
飓风安德鲁摧残后的达德兰移动房屋公园

除布劳沃德县、门罗县和柯里尔县外，气旋对佛罗里达州其他大部分地区的影响很小。布劳沃德县位于风暴路径北侧，多个城市树木倒塌，有些倒在公路或电线上。彭布罗克公园灾情较为突出，约有260套移动房屋受损，风暴潮在部分地区引发沿海洪灾，特别是和858号州道沿途。布劳沃德县共有三人遇难，经济损失约一亿美元。大沼泽地国家公园和比斯坎国家公园超过四分之一的树木受损或被毁，其中大沼泽地国家公园损失的王棕占四分之一，松树更达三分之一。除大沼泽地国家公园外，门罗县其他地区也受到严重影响，并以佛罗里达礁岛群北部灾情严重。狂风导致广告牌、遮阳篷、商业标志、船只、飞机、树木和1500套房屋受损，其中300套不能居住，该县损失总额约为1.31亿美元。柯里尔县同样位于气旋路径北面，乔科罗斯基的持续风速达到每小时158公里。风暴潮把低洼地区淹没，并以古德兰、大沼泽地市和马可岛情况严重。狂风巨浪导致大量船只受损或被毁，风暴还摧毁80套移动房屋，另有400套损伤严重，该县的损失总额约为3000万美元。

### 路易斯安那州

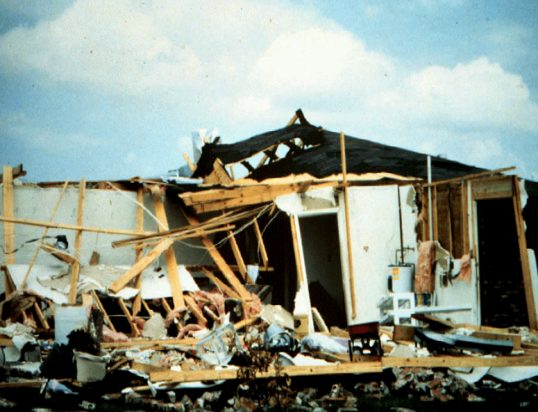
飓风在拉普拉斯催生F3级龙卷风造成的破坏

安德鲁吹袭佛罗里达州后进入墨西哥湾，然后以最大持续风速每小时185公里强度从摩根城西南偏西约37公里处登陆路易斯安那州。当地所测最大持续风速为每小时154公里，阵风时速达到190公里，两个数值都是在贝里克的消防局测得。飓风登岸期间激起至少2.4米的风暴潮，弗米利恩湾（Vermilion Bay）至博格尼湖（Lake Borgne）间沿海地区发生洪灾。该州近海有六名渔夫溺毙。风暴沿途降下暴雨，并以坦吉帕霍阿堂区罗伯特（Robert）雨量最高，达到280毫米。坦吉帕霍阿河（Tangipahoa River）位于罗伯特境内河段浪头超过洪水水位1.2米。气旋登陆前就在拉普拉斯催生3级龙卷风，导致两人丧生，32人受伤。龙卷风着陆后持续约十分钟，共摧毁或破坏163幢建筑，导致60户居民流离失所。路易斯安那州共出现14场龙卷风，分别位于阿森松堂区、伊贝维尔堂区、潘特康勃堂区、阿沃耶尔堂区和巴吞鲁日。
风暴对路易斯安那州沿海地区的破坏程度类似二级飓风，登陆点以东约51公里的圣玛丽堂区灾情最为严重，26所学校共受到价值260万美元的破坏。约2000人前来避难的贝里克高中（Berwick High School）屋顶被掀。整体而言，独户住宅影响较小，大多只有屋顶板或瓦片刮落，其他类型住宅往往因被倒塌的树木砸中而严重受损。赛普拉摩特角州立公园（Cypremort Point State Park）多套移动房屋被毁。贝里克、摩根城和帕特森的房屋损伤严重。整个堂区共1367户住宅被毁，2028套严重受损，4770套受轻度损伤，经济损失约1.5亿美元。伊比利亚灾情也很严重，杰内雷特和新伊比利亚的两所学校共容纳约3600人避难，两校的房顶都在风暴中失落。该堂区有一人触电身亡，共407套民居被毁，2528套严重受损，3526套破坏程度较轻，经济损失约1.25亿美元，此外糖料作物损失更达两亿美元。
路易斯安那州共有985套民宅和1951套移动房屋被毁，2.3万户民房受损，私人财产损失估计达十亿美元。狂风导致至少23万人失去供电，还摧毁大面积糖类和大豆作物，损失总额估计为2.89亿美元。气旋过境期间，阿查法拉亚河盆地（Atchafalaya Basin）和拉福什河湾（Bayou Lafourche）因上升流导致1.87亿尾淡水鱼死亡，该州渔业蒙受的损失估计达2.66亿美元，全州各项经济损失共计约15.6亿美元，另有17人死亡，其中飓风直接致死8人，至少75人受伤。

### 美国其他地区

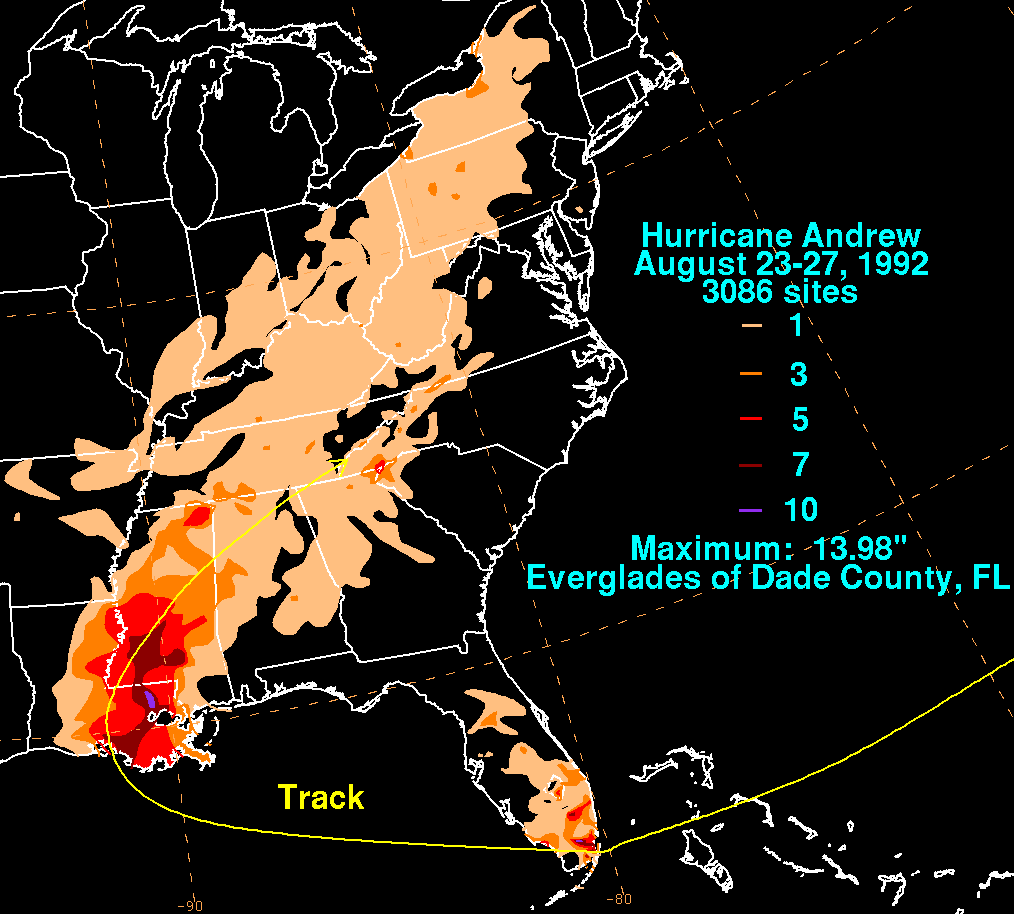
飓风安德鲁在美国的降水分布

安德鲁进入墨西哥湾期间，石油公司将近海钻井平台上成百上千的雇员撤离。路易斯安那州近海共有241处油气设施受损，33个平台倒塌，油气生产受到严重影响。此外还有83条管线段受到一定程度破坏，石油企业此后每天损失1200万美元，三周后降至400万美元直至完全修复。最初的产量损失为每天24至27万桶，占墨西哥湾总产量的三分之一。整场飓风共对石油设施造成价值约五亿美元的破坏。
登陆路易斯安那州期间，风暴外围边缘在德克萨斯州阿瑟港萨宾帕斯产生0.4米的风暴潮。该州风力普遍不强，阿瑟港测得每小时48公里风速。气旋进入密西西比州后，气象机构共发出三份强烈雷暴警告、21份龙卷风警告和16份洪灾警告，飓风移动路线附近出现漏斗云，还有26场龙卷风。该州建筑受到的破坏程度较低，大多由龙卷风或强烈雷暴造成。肯珀县和劳德代尔县各有一套移动房屋被龙卷风摧毁，劳德代尔县另有五套移动房屋受损，导致四人受伤。劳伦斯县两套移动房屋和一户住宅受损，可能也是龙卷风引起。强风刮倒路易斯安那州西南部一些树木，大部分地区降下76至127毫米雨量，该州最西南角降水超过180毫米，并以拉马尔县萨姆罗尔（Sumrall）最高，达236毫米。洪灾程度较轻，仅有部分县的小路或低洼地区被淹。
亚拉巴马州以艾丽斯维尔降水最多，达到120毫米。降雨导致低洼地区及溪流附近发生洪灾，部分县级公路被淹，但进水的房屋或商家很少。沿海潮水高涨并发生洪灾，多芬岛发生严重海滩侵蚀，部分地点流失的沙子有9.1米深。该州还受到三场龙卷风破坏，并以发生在埃尔莫尔县的一场后果严重。这场龙卷风从蒙哥马利东北部朝威屯卡南部移动，着陆后共行进800米并短暂腾空，沿途摧毁两户民居，损伤18套，一同受损的还有一户移动房屋、两间谷仓和一辆车，导致一人受伤。亚拉巴马州的持续风速低于热带风暴标准，亨茨维尔测得时速67公里阵风。全州48个县受到大风影响，但整体破坏程度很轻。
东面的乔治亚州阵风达到热带风暴强度，还受到龙卷风破坏。该州西北和中西部多个县树木倒塌，树枝断裂，倒在电缆上又引起局部停电，但对建筑的整体影响很小。卡洛尔县多户民房和谷仓受损，一套移动房屋被毁。哥伦布大都会机场的建筑、广告牌和标志牌受损。弗洛伊德县罗马附近发生龙卷风，将树木折断或连根拔起，还令民居及护栏受损，一辆拖车掀翻后砸上另外四辆汽车。该州的经济损失总额约为十万美元。受风暴影响，田纳西州发生雷雨大风和龙卷风，致使树木倒塌，电缆中断，但民居和其他建筑受到的影响很小。北卡罗来纳州情况类似，雷雨大风刮倒部分山区的树木并导致电缆中断，其中埃弗里县情况突出。美国东南部阿巴拉契亚山脉一线普遍有雨，乔治亚州、南卡罗来纳州和北卡罗来纳州边境附近雨量超过125毫米。气旋残留同冷锋融合，在西弗吉尼亚州部分区域降下38至64毫米雨量，摩根敦局部地区因排水系统薄弱发生洪灾。安德鲁的残留还在马里兰州催生龙卷风，其中霍华德县多户民居因此受损，部分程度严重。这场龙卷风还夷平玉米田，刮倒树木，导致休闲车及其拖车受损。风暴残留沿途继续产生降水，降水范围包括中大西洋州份和俄亥俄谷，最远向北延伸到纽约上州。

## 善后和余波
1992年大西洋飓风季结束后，世界气象组织飓风委员会将风暴名称“安德鲁”从北大西洋热带气旋名单上退役，用于取代的新名称是“亚历克斯”（Alex）。

### 巴哈马
巴哈马国家灾害协调办一度认为该国不需要国际援助，但风暴过后不久英国政府就开始分发毛毯、食品、冰和饮用水。英国皇家海军加的夫号（Cardiff）42型驱逐舰在安德鲁来袭数小时后抵达巴哈马协助救灾。加拿大、日本、美国和联合国纷纷伸出援手，美国红十字会提供100顶帐篷、100卷塑料布和1000张简易窄床。受灾最严重的岛屿很快开始重建，但树木和其他植被估计要好多年才能恢复。虽然该国受到影响的度假房屋仅占约两个百分点，而且重建工作非常及时，但政府预计旅游业营收还是会下跌一到两成。发现国家灾害应对机制效率不足后，巴哈马政府改组国家紧急事务管理局。

### 美国

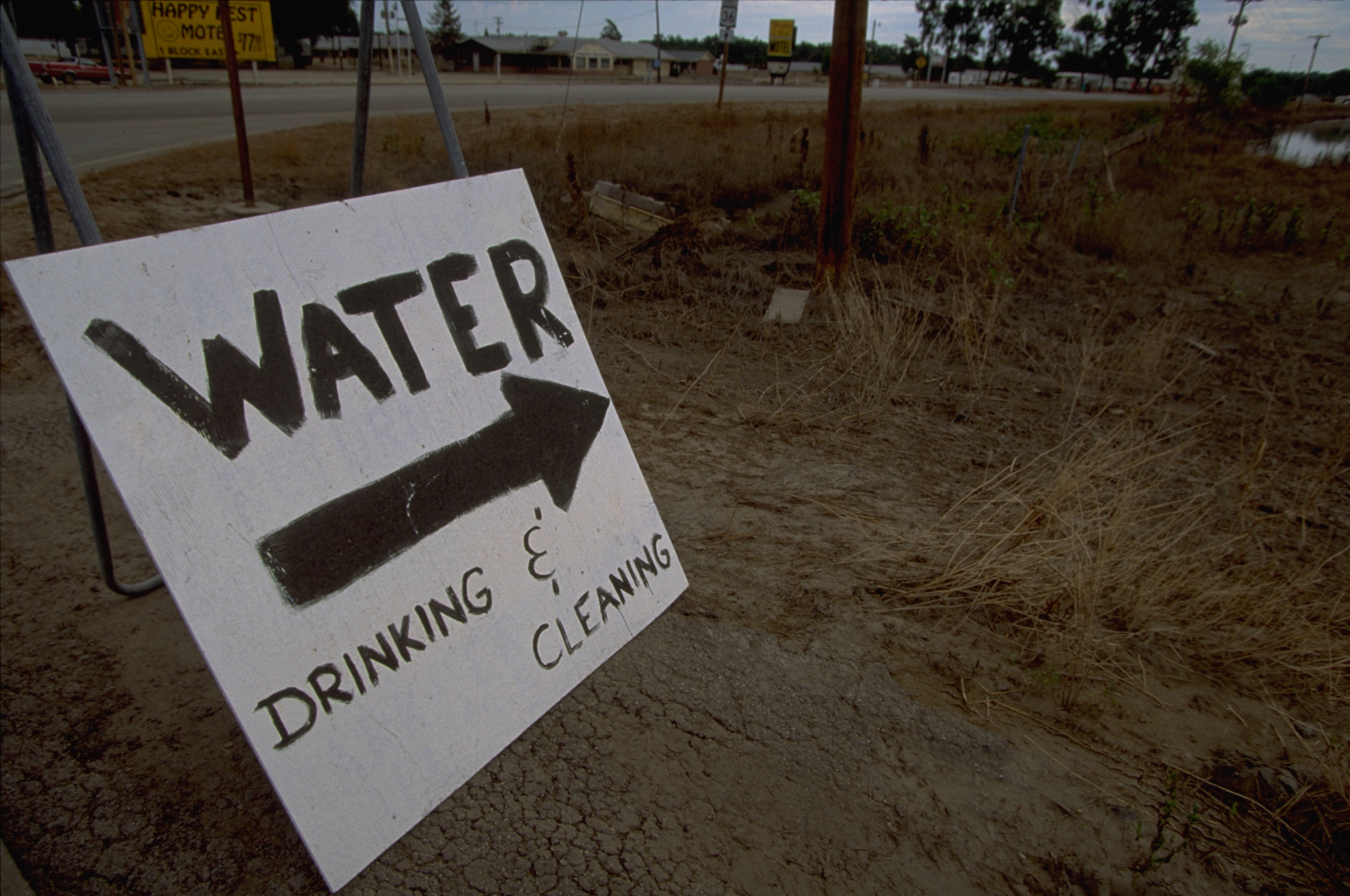
指向南佛罗里达救济营的方向标

美国总统乔治·赫伯特·沃克·布什评估佛罗里达州和路易斯安那州灾情后初步建议提供71亿美元援助金，用于灾害补助、小企业贷款、农业复苏和食品卷，并为飓风灾民提供公共住房。美国众议院为夏威夷州和关岛分别受飓风伊尼基与台风奥马影响的灾民拨款后，飓风安德鲁的救灾援助金额上涨至111亿美元，创下该国新纪录，法案（. 5620）于1992年9月18日在国会通过，再于9月23日经布什总统签字成为法律正式生效。单佛罗里达州就通过救灾法案获得90亿美元。
联邦紧急事务管理署因在佛罗里达州和路易斯安那州响应不及时受到批评。监管该机构预算的众议院拨款委员会早在安德鲁出现一个月前就发布报告，批评联邦紧急事务管理署管理人员“软弱无能且缺乏经验”，整个机构简直就是“政治垃圾场”和“火鸡养殖场”。拨款委员会委员、纽约州议员塞奇威克·威廉·格林（S. William Green）认为，联邦紧急事务管理署1989年应对飓风雨果时表现就很拙劣，而且未能从中吸取教训。不过，格林也批评地方官员只想啥事儿都不操心，烂摊子全扔给联邦紧急事务管理署收拾。该机构部分官员对此表示，他们还要继续完成1992年洛杉矶暴动的善后工作，根本不可能及时响应其他灾害，发言人格兰特·彼得森（Grant Peterson）称：“要求联邦政府所有资源都在24小时内运到灾区根本不切实际。”联邦紧急事务管理署官员认为，地方政府必须先申请联邦援助，该机构才能在获得授权后采取行动，然而佛罗里达州州长劳顿·奇利斯花了五天时间才正式申请联邦援助，所以对救灾延误负有不可推卸的责任。

#### 佛罗里达州
布什总统和奇利斯州长在迈阿密以南地区评估灾情。总统很快宣布当地为灾区，以便布劳沃德县、柯里尔县、戴德县和门罗县灾民获得公共援助。佛罗里达州副州长巴迪·麦凯（Buddy MacKay）乘飞机视察后称灾区“仿若战场”。奇利斯一度考虑要求佛罗里达州议会加税，称“不管国会拨出多少钱来修复飓风安德鲁的破坏，我州都将面临巨额清理费用”。12月17日，奇利斯签署法案设立为期三年的储备基金，用于补偿无保险的企业和住房损失，以及政府、学校建筑和设施的修复费用。此外，法案还为南佛罗里达居民减免重建工作产生的约五亿美元营业税。

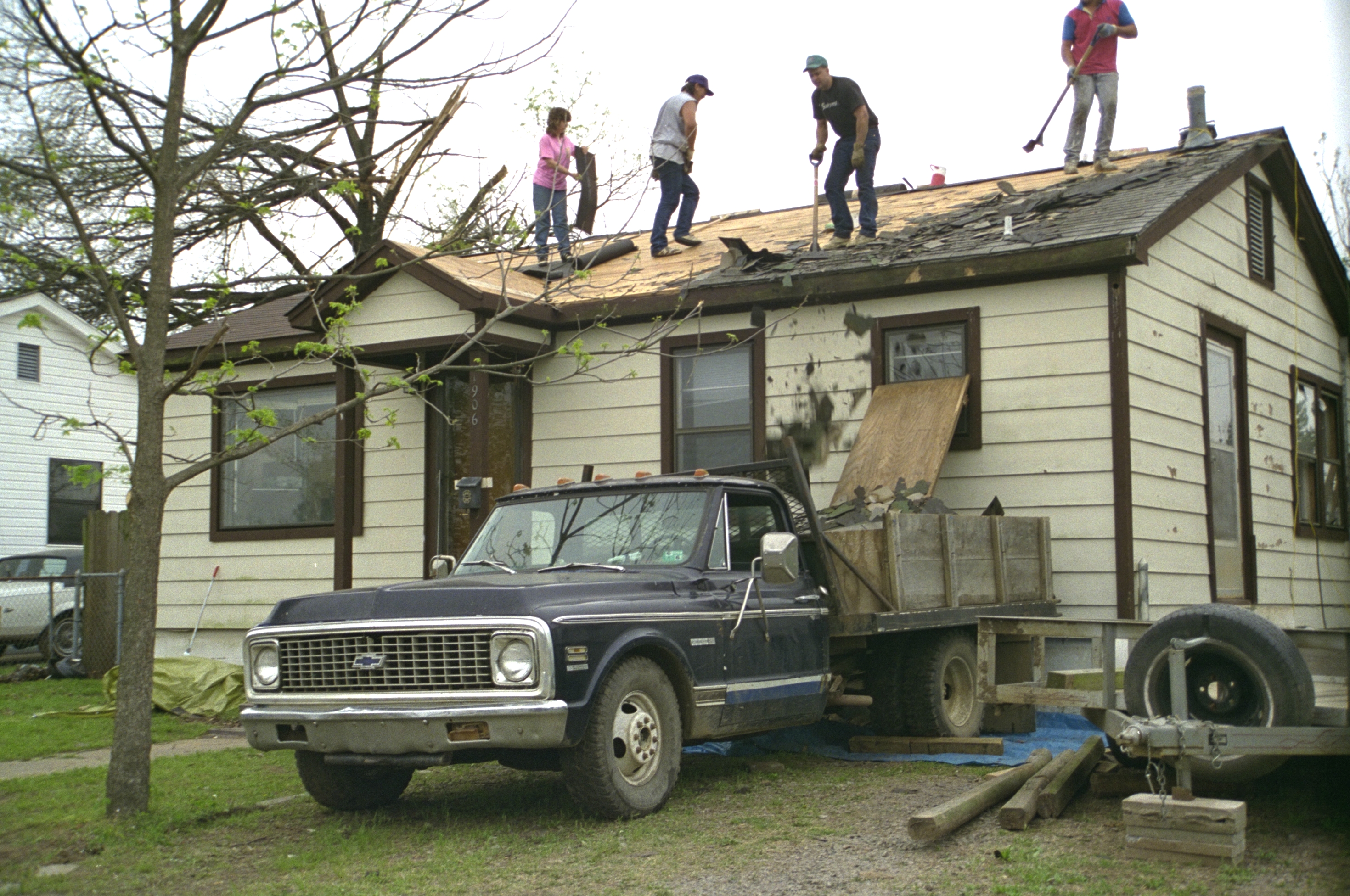
飓风过后戴德县的清理工作

风暴过后，迈阿密以南地区犯罪率急剧上升，其中又以抢劫和盗窃为主。报告显示戴德县南部受损或被毁的购物中心许多商品被盗，受灾严重的社区发生抢劫，即便已经没有什么财物的住宅也不能幸免。由于联邦援助起初未能及时到位，戴德县应急管理总监凯特·黑尔（Kate Hale）在全国电视新闻发布会上质问：“救兵都他妈在哪儿呢？老说什么物资马上送到！老天啊，到底在哪儿？”布什总统马上回应，承诺“援助已经上路”。佛罗里达陆军国民警卫队（驻佛罗里达州第124步兵团），驻斯图尔特堡第24步兵师、驻布拉格堡第82空降师和驻德拉姆堡第10山地师共派出两万余人赶赴佛罗里达州灾区，一同抵达的还有移动厨房、食品和帐篷。军方在佛罗里达市和霍姆斯特德共设立五个帐篷城市，给无家可归的灾民提供临时住所，并于劳动节周末后不久在米科苏基印第安人保留地开设第六个帐篷城市。加拿大政府派出90名军事工程师修复社区中心、医院和学校，此外还有300名军人乘加拿大皇家海军保护者号补给舰前往迈阿密协助美国救援队。
安德鲁来袭时，1992年总统大选竞选活动已全面铺开。CBS新闻九月的民意调查显示戴德县居民有65%认可布什的灾难应对举措，全州的认可度也有61%。布什重建霍姆斯特德空军基地的提议也为他赢得赞誉，但这些支持未能转化成显著的政治收益，九月的另一份民调表明他的支持率为42%，明显不及主要动手比尔·克林顿的48%。此外，戴德县和全州选民分别有75%和82%表示总统应对灾害的表现不会影响他们在11月大选的投票。最终布什在大选中虽然拿下佛罗里达州，但优势幅度仅有1.89%。安德鲁对奇利斯州长的政治支持率不利，佛罗里达州的灾害应对饱受批评，奇利斯的认可率降至22%，不认可率升至76%。但随着时间的推移，他的支持率逐渐回升，最终赢得1994年州长选举。
灾后清理和重建过程中的困难导致离婚率和创伤后压力综合症患者激增，其中大部分创伤后压力综合症患者是儿童。南卡罗来纳大学流行病与生物统计学系抽样378名少年的调查结果表明，症状符合创伤后压力综合症的男子占3%，女子占9%。灾区数十名儿童企图自杀，据辅导员统计，1992年12月至次年1月间共有50至60名儿童一度讨论要自杀。迈阿密大学的精神病学家和心理学家小组认为，灾情最严重地区的九成居民至少会有创伤后压力综合症的部分症状。灾后六个月内，风暴余波已间接引发至少五起自杀案和四起凶杀案。

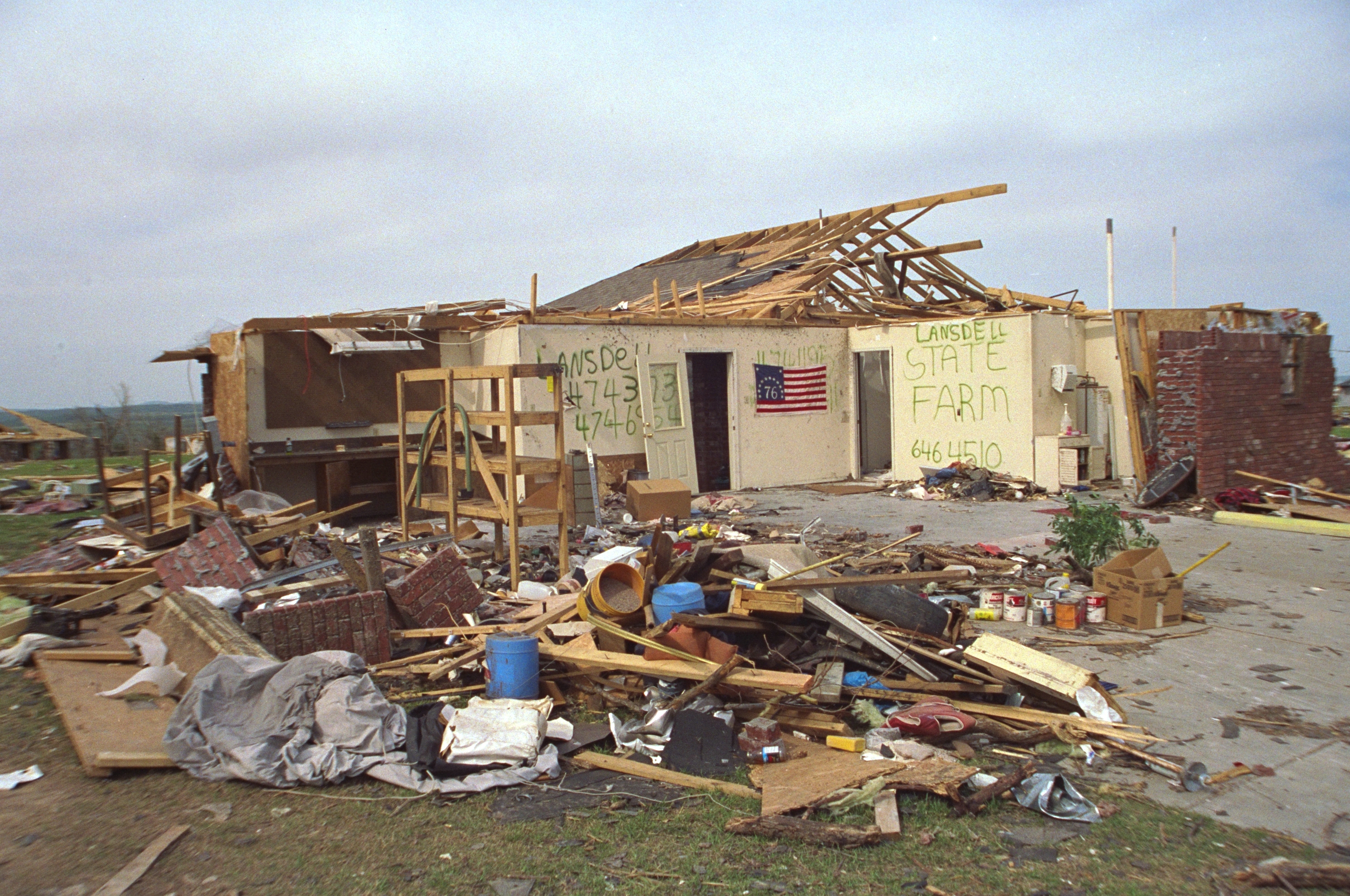
风暴摧毁的民居

虽然重建霍姆斯特德空军基地的提议一度遭拒，但美国国防部最终还是动用超过一亿美元开始修复，拆除无法保留的建筑。重建工作从佛罗里达空军国民警卫队塔楼、空中交通管制塔楼和维修机库开始，接下来是通讯、医疗、安全设施，军用载具保养和机翼总部大楼。1994年3月5日，基地更名霍姆斯特德空军后备基地重新开放。飓风来袭前，该基地雇有约6500名军人和1000位平民，每年为地方经济贡献约4.5亿美元。重开后，鲍比·安杰洛（Bobby D'Angelo）少校估计基地每年的经济贡献只能达到1.8至2亿美元，不到之前的一半。霍姆斯特德花费约600万美元重建霍姆斯特德体育馆，但克里夫兰印地安人担心家境宽裕的球队粉丝会搬迁，所以把春季训练场馆改在温特黑文的湖链公园。联邦紧急事务管理署在住房重建期间向3501户家庭免费提供临时移动房屋，还向住在旅馆的四万余户居民提供财政援助，帮助支付房租，修补房屋等。气旋过去近两年后，霍姆斯特德约七成受损或被毁的民居完成修复或重建。截至1994年7月，戴德县已重建或修复3.6万套被毁或严重受损的住房。
南佛罗里达的保险索赔超过60万宗，11家保险公司破产，当地超过93万保户失去保险。佛罗里达州议会为此建立联合承保协会、佛罗里达风暴承保协会和佛罗里达飓风灾难基金等组织，确保当地有足够的承保能力。安德鲁还促使佛罗里达州制订更严格的建筑规范。卡罗尔顿哈格工程师公司的蒂姆·马歇尔（Tim Marshall）和理查德·赫尔佐格（Richard Herzog）经过勘测发现以下建筑问题最为突出。部分民居的房屋把混凝土瓷砖粘在毡纸上，直线风就可以轻易撕裂。采用瓦棚屋顶的房屋又有部分瓦棚装订时与长轴垂直，容易被狂风刮落。瓷砖或瓦棚脱落后就会露出胶合板和预制桁架，胶合板和预制桁架结构破坏就导致屋顶塌陷。

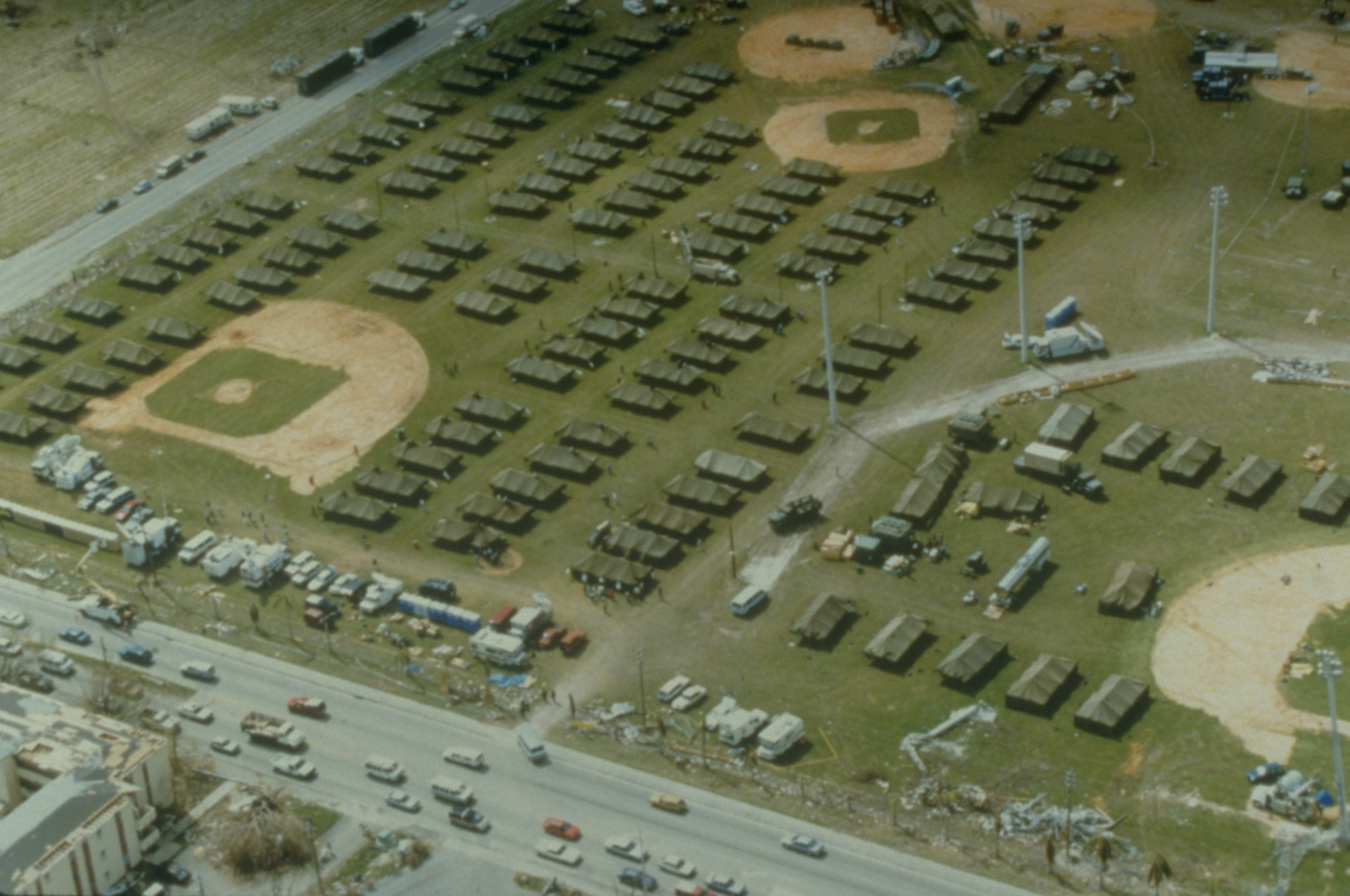
用于容留无家可归人士建立的帐篷城市

1996年7月，奇利斯州长设立佛罗里达州建筑法规研究委员会，旨在评估、改进和改革已有建筑规章及体系。委员会的研究结果显示，已有超过400个州机构及地方司法管辖区制定、修改建筑规章制度。佛罗里达建筑法规于1998年制定，用全州通用的建筑规范代替以前的地方法律法规，2002年起付诸实施。2004年，佛罗里达州连续遭受飓风查利、弗朗西丝、伊万和珍妮袭击，佛罗里达大学次年开展的研究结果表明，2002年采用新建筑法规建成的住房比1994至2001年所建房屋整体破坏程度要轻。2005年的飓风丹尼斯、卡特里娜和威尔玛过去后，佛罗里达州议会于2006年发布报告得出类似结论，称这都可以证明佛罗里达建筑法规切实有效。
戴德县的人口也在安德鲁过后显著改变，该县白人居民此前就已开始搬迁到布劳沃德县和棕榈滩县，风暴后过搬迁速度加快，其中许多家庭为此不得不动用保险索赔的钱。布劳沃德县西南部人口增长尤为明显，当地土地开发已经提前开展数年。犹太人社区也有类似迁移活动。虽然戴德县部分地区还有大量犹太人口，但许多犹太人都选择搬到布劳沃德县的科勒尔斯普林斯、劳德代尔堡西部、哈伦代尔海滩、普兰泰申和塔玛拉克，以及棕榈滩县的博卡拉顿与西棕榈滩。戴德县人口在1992年净减3.6万，其中搬到布劳沃德县及棕榈滩县的分别有1.7万和2300人。截至2001年，戴德县共有23万零710人迁居布劳沃德县，2万9125人搬至棕榈滩县。但随着布劳沃德县变得越来越拥挤，又有10万零871人迁到棕榈滩县。受此影响，戴德县南部的拉美裔人口比例急剧增长，例如霍姆斯特德的拉丁裔人口占比就从1990年的三成升至2000年的四成半。
风暴期间，大量缅甸蟒蛇因设施被毁逃入佛罗里达大沼泽地，这种原产东南亚的蟒蛇虽然从20世纪80代就开始在大沼泽地国家公园露面，但这次的大规模流入完全改变当地的生态局势，缅甸蟒蛇繁殖和捕食其他物种的能力极强，导致数量激增，估计单大沼泽地就有30万条。为了遏制这种入侵蛇类数量增长，美国从2012年1月起禁止进口缅甸蟒蛇，同时对蟒蛇所有权制定更多规定和限制。

#### 路易斯安那州
8月26日，布什总统和爱德华兹州长视察路易斯安那州灾区。布什表示，“这场风暴的破坏已经超出我们多年来的认识”，但他也指出，路易斯安那州的破坏程度不及佛罗里达州。总统起初只宣告泰勒博恩堂区为灾区，之后又加入另外34个堂区。联邦紧急事务管理署起初在该州各地共开设五个外地办事处，以便灾民递交援助申请。富兰克林市长山姆·琼斯（Sam Jones）和联邦众议员比利·陶金（Billy Tauzin）批评联邦紧急事务管理署为何不在该市开设办事处，联邦紧急事务管理署承诺照办。风暴过后几天里，路易斯安那国民警卫队民兵和当地居民一起清理各种垃圾，包括倒塌的树木，瓦棚和撕裂的铝壁板。国民警卫队还向灾民分配净水装置和装满饮用水的水箱。派往南路易斯安那州的国民警卫队民兵约有1300人。
九月上旬，政府官员宣布将为无家可归的居民提供移动房屋、公寓和其他房屋共1400套。国会9月18日通过的. 5620法案规定路易斯安那州也能获得救灾援助。12月上旬，小企业管理局为企业和住房修复批准3320万美元低息贷款。此时联邦紧急事务管理署已收到约4.36万份援助申请，同时向不符合小企业管理局贷款条件或没有保险的家庭提供3590万美元援助金。除了之前已经提供的移动房屋外，联邦紧急事务管理署还在灾后住房上投入2260万美元。